# Hohberghorn
Hohbärghorn är en bergstopp i Schweiz. Den ligger i distriktet Visp och kantonen Valais, i den södra delen av landet. Toppen på Hohbärghorn är 4 219 meter över havet
Den högsta punkten i närheten är Dom, 4 545 meter över havet, 2,1 km söder om Hohbärghorn. Närmaste samhälle är Randa, väster om Hohbärghorn. 
Trakten runt Hohbärghorn består i huvudsak av kala bergstoppar och isformationer.